# 기류역
기류역(일본어: 桐生駅)은 일본 군마현 기류시에 위치한 동일본 여객철도 · 와타라세 계곡 철도의 철도역이다. JR 동일본 료모 선의 소속역이며, 이 역을 기점으로 하는 와타라세 계곡 철도 와타라세 계곡선 등 2개의 노선이 운행 중이다. 섬식 승강장 1면 2선을 2개 합친 형태의 복합 승강장을 갖춘 고가역이다.

## 타는 곳
| 1     | ■ 와타라세 계곡선 | -    | 오마마 · 아시오 · 마토 방면         |                             |
| 2     | ■ 료모 선         | 하행 | 아시카가 · 도치기 · 오야마 방면     | 일부 이 역 시발은 1 · 4번선 |
| 3 · 4 | ■ 료모 선         | 상행 | 이세사키 · 마에바시 · 다카사키 방면 | 4번 선은 이 역 시발만       |

## 이용 현황

### JR 동일본
| 승차 인원 추이 | 승차 인원 추이 |
| 연도           | 1일 평균       |
| -------------- | -------------- |
| 2000           | 4,587          |
| 2001           | 4,334          |
| 2002           | 4,216          |
| 2003           | 4,214          |
| 2004           | 3,968          |
| 2005           | 3,841          |
| 2006           | 3,714          |
| 2007           | 3,651          |
| 2008           | 3,739          |
| 2009           | 3,690          |
| 2010           | 3,681          |
| 2011           | 3,717          |
| 2012           | 3,845          |
| 2013           | 3,920          |
| 2014           | 3,867          |
| 2015           | 3,959          |

### 와타라세 계곡 철도
| 승차 인원 추이 | 승차 인원 추이 |
| 연도           | 1일 평균       |
| -------------- | -------------- |
| 2009           | 698            |
| 2010           | 608            |
| 2011           | 564            |
| 2012           | 578            |
| 2013           | 558            |

## 역 주변
- 기류 시청
- 기류 시립 도서관
- 기류 시 시민 문화회관
- 기류 상공 회의소
- 기류 시 소방본부
- 기류 후생 종합병원
- 야마토 병원
- 조모 전기 철도 조모 선 니시키류 역
- 오카와 미술관
- 기류 덴만구
- 스이도야마 공원

## 인접 역
| 동일본 여객철도 료모 선            | 동일본 여객철도 료모 선 | 동일본 여객철도 료모 선 |
| ---------------------------------- | ----------------------- | ----------------------- |
| 이와주쿠 마에바시 방면             | ■ 료모 선               | 오마타 오야마 방면      |
| 와타라세 계곡 철도 와타라세 계곡선 |                         |                         |
| 시·종착역                          | ■ 와타라세 계곡선       | 시모신덴 마토 방면      |